# رساله منطقی-فلسفی
رساله منطقی-فلسفی (به لاتین: Tractatus Logico-Philosophicus) که گاهی به اختصار تراکتاتس خوانده می‌شود، نام تنها کتابی است از ویتگنشتاین فیلسوف اتریشی که در زمان حیات وی به چاپ رسید. او این کتاب را در دوران سربازی و اسارت در جنگ جهانی اول نوشت. اولین چاپ آن به زبان آلمانی با نام Logisch-Philosophische Abhandlung در سال ۱۹۲۱ بود و امروزه به عنوان یکی از مؤثرترین کتاب‌های فلسفی قرن بیستم شناخته می‌شود. این کتاب شامل پیش گفتار، فهرست نمادهای رساله منطقی-فلسفی، درآمدی بر این کتاب نوشته برتراند راسل، پیش گفتار نویسنده و متن رساله منطقی-فلسفی است.
متن رساله شامل هفت گزاره است که هر یک زیربخش‌هایی دارد. ویتگنشتاین در این کتاب به شرط‌هایی پرداخته که به وسیله یک زبان منطقی برآورده شوند. راسل نوشته شدن این کتاب را به این دلیل که ویتگنشتاین در این کتاب به قاعده‌های دستور زبان فلسفی پرداخته با اهمیت دانسته‌است.

## نظرات ویتگنشتاین در رساله
ویتگنشتاین جهان را شامل تمام آنچه وضع واقع است می‌داند یعنی مجموعه‌ای از بوده‌ها (آنچه هست) و اشیاء که بودن جهان را تعیین کرده‌اند. او وضع واقع را شامل بوده‌ها می‌داند که وجود وضعیت چیزها می‌باشد. جوهر جهان فقط می‌تواند یک صورت را تعیین کند و نمی‌تواند هیچ گونه خصلت‌های مادی را تعیین کند. ویتگنشتاین همانند برخی از دیگر فیلسوفان جوهر را چیزی که مستقل از آنچه واقع است می‌داند و در تأیید نظر خود آن را دارای صورت و گنجانیده (محتوا) می‌نامد. او امور را به دو دسته ایستا و نااستوار تقسیم می‌کند و سپس به تعریف نگاره می‌پردازد. او نگاره‌ها را بوده‌هایی می‌داند که موقعیت چیزها را در مکان منطقی یعنی وجود داشتن یا نداشتن وضعیت چیزها را بر ما مشخص می‌کنند. او درست یا نادرست بودن نگاره را منوط به صرفاً شناخت آن نگاره نمی‌داند بلکه تطبیق نگاره را با واقعیت شرط اصلی شناخت درستی یا نادرستی آن می‌داند. فلسفه باید عنصر اندیشیدنی را کرانمند سازد یعنی برایش مرز تعیین کند و برای عنصر نااندیشیدنی نیز چنین کند. به این دلیل فلسفه عنصر نااندیشیدنی را از درون به وسیله عنصر اندیشیدنی محصور می‌کند و بیانگر عنصر ناگفتنی است بدین طریق که عنصر گفتنی را به روشنی بازمی نماید. صورت کلی یک گزاره در منطق همان گوهر گزاره است. توصیف کلی‌ترین صورت یک گزاره توصیف نخست نشانه کلی واحد و یگانه منطق است. فرگه می‌گوید هر گزاره‌ای که درست تشکیل شده باشد باید معنایی داشته باشد و ویتگنشتاین می‌گوید هر گزاره ممکن درست تشکیل شده‌است و اگر معنایی نداشته باشد سبب آن فقط این است که ما به برخی از سازه‌های آن هیچ نشانگری نداده‌ایم. او در ادامه می‌گوید که بحث بر سر تعدادی از مفهوم‌های بنیادی نیست که باید مشخص شوند بلکه سخن بر سر بیان یک قاعده‌است. ویتگنشتاین در ادامه رساله منطقی-فلسفی به بررسی ارتباط گزاره‌ها با یکدیگر برای نشان دادن قانونمندی آنها در یک زبان منطقی پرداخته‌است.

## عرفان در رسالۀ منطقی-فلسفی
ویتگنشتاین بر این باور است که چیزی به نام آموزه‌ی مابعدالطبیعه وجود ندارد؛ بلکه آنچه هست، احساسی است که می‌توان آن را امر عرفانی و احساسِ بیان‌ناپذیر نامید که داشتن این احساس برابر است با حل‌شدن معمای زندگی.
عرفانِ ویتگنشتاین، نه‌فقط شامل چهار مطلب ـ ‌فاقد قدرت بودن اراده، سرشت اخلاق، ابدیتِ حاصل از بی‌زمانی و حل‌شدن مسئله‌ی زندگی ـ بود، بلکه شکلی عجیب از خودتنهاانگاری است که در رساله‌ی منطقی-فلسفی به‌اختصار بیان شده است.
ویتگنشتاین آثار تولستوی را خواند و درطول جنگ، تحت‌تاثیر برخی نوشته‌های اخلاقی و دینیِ او قرار گرفت و بازتاب‌هایی از آن نوشته‌ها در رساله‌ی منطقی-فلسفی به‌چشم می‌خورد.
آنچه برای عارف قابل توجه است، این است که جهانی وجود دارد، یعنی یکی از احتمالات (مهم نیست کدام) تحقق یافته است.
منظور ویتگنشتاین از عرفان، نگرشی است که در آن عارف جهان را به‌عنوان یک کلّ درک می‌کند و آن را مجموعه‌ای با ویژگی معین می‌بیند، بلکه احساس می‌کند. طبق نظر ویتگنشتاین ‌نه‌فقط عرفانی آری‌گویان که معمولاً در نوشته‌هایش به آن اشاره می‌کند ممکن است، بلکه عرفان بدبینانه‌ای مثل عرفان شوپنهاور نیز ممکن است. شاید یک نفر بتواند هر دو عرفان را تجربه کند.
دو جنبه‌ی دیگر از عرفان ویتگنشتاین خودتنهاانگاری و زندگی در زمان حال است. هر دو جنبه، فهم این نکته است که این جهان، جهانِ من است و زندگی در زمان حال جزء ذاتیِ شادمانی است.
درنظر ویتگنشتاین، میان اندیشیدن درباره‌ی خوب و بد با داشتنِ تجربه‌ی عرفانیِ مرتبط با آنها هیچ تفاوتی وجود ندارد. در بهترین حالت می‌توان گفت که ویتگنشتاین، نوعی همه‌خدایی را تجویز می‌کند.
بیشترِ تعاریف «عرفان» ناظر به نوعی اتحاد و یگانگی است. این اتحاد در دیدگاه ویتگنشتاین، اتحاد با جهان و طبیعت است.
برای عارف ویتگنشتاینی جهان پدیدار به هیچ عنوان غیرواقعی نیست.
ویتگنشتاین در درسگفتارهایی در باب اخلاق سه تجربه‌ی اخلاقی‌اش را شرح می‌دهد که برایش ارزش مطلق دارند. نخستین تجربه، تجربه‌ای بود که آن را «تجربه‌ی متعالی» نامید که درآن، او از وجود این جهان به‌حیرت افتاده بود. دومین تجربه، احساس امنیت مطلق بود: «هیچ‌چیز نمی‌تواند به من آسیبی وارد کند». سومین تجربه، احساس گناه بود؛ او درباره‌ی این تجربه، بسیار اندک توضیح داده است.
احساس امنیت مطلق نیز شاید واضح‌ترین مورد عرفانی این تجارب سه‌گانه باشد.

## ترجمه به فارسی
این اثر را چهار تن به فارسی ترجمه کرده‌اند:
- محمود عبادیان، ۱۳۶۹
- رسالهٔ منطقی-فلسفی، ترجمهٔ میر شمس‌الدین ادیب‌سلطانی، تهران:امیرکبیر، ۱۳۷۱
- رساله منطقی فلسفی، ترجمه و شرح سروش دباغ، تهران: هرمس ۱۳۹۳
- رسالهٔ منطقی-فلسفی، ترجمهٔ مالک حسینی، نشر کرگدن و انتشارات هرمس، تهران، در دست انتشار